# الگس (اویراس)
الگس (اویراس) (به پرتغالی: Algés (Oeiras)) یک سکونتگاه مسکونی در پرتغال است که در Oeiras Municipality واقع شده‌است.

## خصوصیات
الگس ۲۲٬۲۷۳ نفر جمعیت دارد.